# ソン・ミナ
ソン・ミナ（孫美娜、朝鮮語: 손미나 1972年12月2日 - ）は、韓国の作家、ジャーナリスト、元KBSアナウンサー、ソンミナ・アンド・カンパニーCEO、ハフィントン・ポスト韓国版エディトリアル・ディレクター、The School of Lifeソウル校ディレクター。韓国ソウル特別市出身。高麗大学校スペイン語スペイン文学科卒業、バルセロナ大学言論学 修士課程修了。

## 書籍

### エッセイ
- スペイン、あなたは自由だ（스페인 너는 자유다 スペイン滞在記） ウンジンチシクハウス出版 2006年
- 太陽の旅行者（태양의 여행자 東京滞在記） サムスン出版 2008年
- また胸が熱くなれ（다시 가슴이 뜨거워져라 アルゼンチン探訪記） サムスン出版 2009年
- パリでは君が花だ（파리에선 그대가 꽃이다 パリ滞在記） ウンジンチシクハウス出版 2013年
- ペルー、私の魂に風が吹く（페루, 내 영혼에 바람이 분다 ペルー探訪記） ウィスダムハウス 2015年

### 小説
- 誰がミモザを描いたか（누가 미모자를 그렸나） ウンジンチシクハウス出版 2011年

### 翻訳
- 鉛筆ひとつ（연필하나 アラン・アルバーグ著）ジュニアギムヨン出版 2009年
- 母へゆく道（엄마에게 가는 길 アシャ・ミロ著） ウンジンチシクハウス出版 2009年

## 出演

### テレビ番組
- 家族娯楽館（1997年〜2001年、KBS2）司会
- 挑戦！地球探検隊（1998年〜1998年、KBS2）司会
- 挑戦！ゴールデンベル（1998年〜2001年、KBS2、KBS2）司会
- KBSニュース9（2001年〜2003年、KBS1）キャスター
- VJ特攻隊（2002年9月、KBS2）司会
- 生放送 世界は今（2001年〜2003年、KBS2）キャスター
- 愛のリクエスト（2003年〜2004年、KBS1）司会
- 世界は広い（2005年〜2007年、KBS1）司会
- 風の女神II - サバイバルリポーター（2008年5月〜6月、tvN）司会
- ブックイットおしゃべり（2013年1月〜3月、TV朝鮮）司会
- 女性、旅行を作る（2013年6月〜7月、MBC Queen）司会
- 創造クラブ199（2014年1月〜4月、tvN）司会
- ソン・ミナの旅の技術（2014年10月〜12月、SkyTravel）司会

### 映画
- 西洋骨董洋菓子店アンティーク（韓国版）（2011年）ニュース・アンカー役

### ラジオ
- ソン・ミナの旅行ノート（2014年4月〜、KBS1 Radio）

### ポッドキャスト
- ソン・ミナの旅行辞典（終了）
- ソン・ミナのいつ行く（終了）
- ソン・ミナのSSACスダバン (2015年〜)